# شهرستان آغستفا
شهرستان آغستفا (به لاتین Ağstafa) شهرستانی از جمهوری آذربایجان است که در شمال غربی این جمهوری و در مرز مشترک با گرجستان قرار دارد. مرکز این شهرستان شهری به همین نام است. این شهرستان وسعتی بالغ بر ۱۵۰۰ کیلومتر مربع و جمعیتی افزون بر ۷۵٬۹۰۰ نفر دارد.